# MGG TV
MGG TV (anciennement ES1) est une chaîne de télévision française consacrée au sport électronique lancée en 2018 par Webedia. Il s'agit en France de la première chaîne consacrée à cette pratique compétitive du jeu vidéo.

## Historique
Le groupe Webedia lance le 10 janvier 2018 une nouvelle chaîne, dénommée ES1, première de France spécialisée dans l'esport. Initialement prévu pour le 1er décembre 2017, le lancement de la chaîne a été retardé afin de définir précisément son cadre réglementaire avec le Conseil supérieur de l'audiovisuel (CSA). La place de la publicité et des sponsors dans les programmes restait notamment à éclaircir, l'esport n'étant pas considéré comme un sport par le CSA.
À 10 h, ce 10 janvier 2018, la première émission est proposée aux amateurs de jeux vidéo. À l'occasion de cette grande première, ES1 commence sa diffusion par le premier épisode de Le MAG ES1 présenté par Bertrand Amar (également directeur de la chaîne) et dans lequel est intervenu le directeur esport d'Ubisoft.
Fin avril 2021, ES1 devient le diffuseur officiel de l'eLigue1 dont elle retransmettra l'intégralité des rencontres.
Le 10 janvier 2022, le groupe Webedia annonce que ES1 deviendra MGG TV afin de réunir toutes ses activités esports sous la marque MGG, tirée du site du même nom. Le changement de nom est effectif au 1er février 2022.

## Identité visuelle

Logo de ES1 du 10 janvier 2018 au 31 janvier 2022

Le nom ES1 signifiant e-sport 1 peut faire référence à une chaîne de sport mondialement connue, ESPN, qui s'est également lancé dans le eSport.
Le 1er février 2022, ES1 est renommée MGG TV. Elle bénéficie du même logo que le site du même nom, ainsi que d'un nouvel habillage visuel et sonore.

Logo de MGG TV depuis le 1 février 2022.

## Organisation
- Rédacteurs en chef : Stéphane Cochara
- Directeur de la chaîne : Bertrand Amar et Nicola Gicquel
- Directeur de la Production: Mathieu Quadri

Une quinzaine de personnes travaillent exclusivement sur la chaîne, des journalistes ou des directeurs artistique et de production. Dans l'équipe de la chaîne, on trouve également certains animateurs connu sur les sites consacrés aux jeux vidéo, ou sur Twitch ou LeStream.

## Programmes

### ES 1
- Le Mag ES1 (2018-2020)
- Frag (depuis 2018)
- Config (depuis 2018)
- eRace (depuis 2018)
- Pro Players (depuis 2018)
- Pro Players by Trapa (2019)
- Top Deck (depuis 2018)
- Versus (depuis 2018)
- La Grande Battle (depuis 2018)
- Top 1 (depuis 2018)
- Africa Game Show (depuis 2018)
- Battle Arena (2019)
- ProGamer - en partenariat avec RMC (2019)
- Fort Adventure (depuis 2018)
- Va y avoir du sport ! (depuis 2020)
- Le Mag JV (depuis 2020)
- Le Mag Esport (depuis 2020)

### MGG TV
MGG TV bénéficie d'une nouvelle grille des programmes.
- eRace
- Frag
- Le Mag Esport
- Le Mag JV
- MGG Compétitions
- Pro Players
- Pro Players by Fishou
- Pro Players by Trapa
- Pro Players by UN33D
- Sport et esport business
- Va y avoir du sport !
- Versus

## Diffusion
Orange est le premier opérateur à diffuser ES1 dès le lancement de la chaîne, le 10 janvier 2018. En février 2018, les opérateurs Bouygues et Free débutent également la diffusion de la chaîne sur leurs box respectives,. En novembre de la même année, c'est au tour de SFR d'accueillir la chaîne dans ses offres.
En janvier 2020, ES1 arrive dans les offres de Canal et Molotov TV,.
En Belgique, ES1 a été lancé le 11 mai 2020 sur Voo et le 9 juin sur Telenet.
Au Québec, la chaîne est éditée par Thema et ajoutée le 11 décembre 2019 chez Bell Fibe TV et Vidéotron,. Vidéotron retire la chaîne le 7 septembre 2023.
La chaîne ES1 diffuse aussi ses programmes à l'étranger (Afrique francophone, Belgique, Québec, Suisse).
La chaîne MGG TV diffuse sous abonnement, Orange donc le canal 142 devient 140.
La chaîne diffuse aussi des tournois sur twitch.